# قره-کونگوی (شهرستان تاق‌تاگل)
قره-کونگوی (به لاتین: Kara-Küngöy) یک منطقهٔ مسکونی در قرقیزستان است که در شهرستان تاق‌تاگل واقع شده‌است. قره-کونگوی ۱٬۲۳۰ نفر جمعیت دارد.